# Cremilda Santana
Cremilda Santana dos Santos (Ilhéus, 15 de mayo de 1946), conocida como Gaga de Ilhéus, es una primera actriz y humorista brasileña. Es hermana de la actriz y comediante Solange Damasceno.

## Biografía
Cremilda se hizo conocida en 2008 por su gagueira y participó con su hermana Solange Damasceno que também es gaga, actriz y comediante, del programa Pânico na TV y en radios de Ilhéus.
Ganó protagonismo participando en quadros del Pânico na Band, en 2015 a 2017 en los quadros As Gagas de Ilhéus, Desempregagas, Largagas y Peladas.
En 2019, regresa a la televisión con una pequeña participación como la hermana del Diputada Gaga, en el programa humorístico Multi Tom presentado por Tom Cavalcante.

## Filmografía
| Año     | Título              | Cargo                                | Notas       |  |
| ------- | ------------------- | ------------------------------------ | ----------- |  |
| 2008    | Show do Tom         | Invitada especial                    | 1 episodio  |  |
| 2008    | Pânico na TV        | Ella misma                           |             |  |
| 2010    | Pânico na TV        | Gagalvão Bueno                       | 2 episodios |  |
| 2015–17 | Pánico na Band      | Ella misma / Doña Minerva de Santana | [ 1 ]       |  |
| 2016    | Programa do Ratinho | Ella misma                           | [ 2 ]       |  |
| 2017    | Domingo Legal       | Ella misma                           | [ 3 ]       |  |

### Internet
| Año  | Título               | Papel      | Notas |
| ---- | -------------------- | ---------- | ----- |
| 2019 | Canal Carlinhos Maia | Ella misma |       |
| 2019 | Dinho Kapp Oficial   | Ella misma |       |